# NGC 6227
NGC 6227 is een niet-bestaand object in het sterrenbeeld Schorpioen. Het hemelobject werd op 5 juni 1834 ontdekt door de Britse astronoom John Herschel.